# 28766 Монж
28766 Монж (28766 Monge) — астероїд головного поясу, відкритий 29 квітня 2000 року.
Тіссеранів параметр щодо Юпітера — 3,208.